# 十氢化镧
十氢化镧是镧和氢形成的氢化物之一，化学式为LaH10，是一种多氢化物或超氢化物，有望用作高温超导体。它的超导转变温度Tc为约250 K（−23 °C；−10 °F）（150 GPa），是2019年记录新高。其合成需要约160 GPa以上的压力。在1,000 K（730 °C；1,340 °F）能够制得立方晶系的晶体，在室温得到的是六方晶系的晶体。